# Baptisia simplicifolia
Baptisia simplicifolia är en ärtväxtart som beskrevs av Croom. Baptisia simplicifolia ingår i släktet Baptisia och familjen ärtväxter. Inga underarter finns listade i Catalogue of Life.